# JR貨物ED500形電気機関車
ED500形電気機関車（イーディー500がたでんききかんしゃ）は、かつて日本貨物鉄道（JR貨物）が試用した交流直流両用電気機関車である。

## 概要
1992年（平成4年）に日立製作所水戸工場で試作機が仮称「ED-X」として落成。同年、運用試験のためED500-901に改称の上、JR貨物に貸し出され（所有権は日立製作所のまま）、車籍編入された。
最急勾配10‰前後の平坦線での使用を想定し、4軸駆動のD形として設計された。新型の交流直流両用機関車としては、既にEF500形が運用試験を行っていたが、当時EF500形の投入を想定していた日本海縦貫線や東北本線・津軽海峡線などでは、輸送量の割りに出力過大になることが予想されたことから、ED75形重連に相当する4,000kW級の機関車として日立製作所が設計・提案したとされる。
車体はEF200形を縮小したデザインで、外部塗色はブラック系メタリック、運転室側扉は赤色、床下機器は黒色である。前照灯・標識灯は正面下部に丸型のものを装備する。
すでに納入済みのEF200形との運転取り扱いと機器共通化を図るため、制御方式はEF200形と同様のGTOサイリスタVVVFインバータを搭載し、1台のインバータで1基のモーターを制御する1C1M方式である。台車はEF200形のFD3形台車とほぼ同一のボルスタレス台車を装備する。パンタグラフはシングルアーム式で、関節部を車体中央側に向けて搭載する。

## 運用
1994年（平成6年）末頃まで主に試験運用に使われたが、動輪上重量の軽さから空転が頻発するなどして所定の性能が発揮できないと判断されたため、量産機の製作には至らず除籍・返却された。
返却後は日立製作所水戸工場（茨城県ひたちなか市）で保管されていたが、後に解体処分されて現存はしておらず、台車のみが水戸工場内にて保存・展示してある。なお、日立製作所は本形式を最後に電気機関車自体を製造していない。
その後、東北本線・津軽海峡線向けには出力がほぼ同等のEH500形が、日本海縦貫線向けにはやや出力の小さいEF510形が量産されている。